# Баккальська бухта
Баккальська бухта (крим. Baqqal Körfezi) — невелика бухта Каркінітської затоки Чорного моря. Отримала свою назву по розташованому на берегах бухти селу Верхній Бакал (Стерегуще).

## Географія
Максимальна глибина — 8 м. Берегова лінія переважно акумулятивного типу, на схід (на північний схід від села Татиш-Конрат) змінюється абразивним типом (обривиста, висотою до 12 м). З початком абразивного типу берег знаходиться на позначці −0,4 м над рівнем моря при висоті обривів до 12 м. Висота обривів зменшується на схід до 6 м, що на північ від урочища Варячине та села Садир (Слов'янське). Західний берег переходить у піщану Бакальську косу, яку замикає Піщаний мис. Коса півкільцем обрамляє бухту. У 2013 році північний край коси через антропогенну та гідрогенну діяльність перетворився на острів (з колишньою крайньою точкою коси мис Піщаний), розділений протокою. На заході від солоного Бакальського озера Баккальське бухта відокремлена перешийком.
Дно і пляж уздовж зхахідного і південного берегів бухти складаються з піщано-черепашк. відкладів.
На березі бухти розташовані села Татиш-Конрат і Стерегуще Перекопського району.
Частина акваторії бухти — прибережний аквальний комплекс площею 410 га — входить до складу ландшафтно-рекреаційного парку Бакальська коса.